# Wolfgang Ettlich
Wolfgang Ettlich (* 1947 in Berlin) ist ein deutscher Regisseur, Drehbuchautor und Filmproduzent.

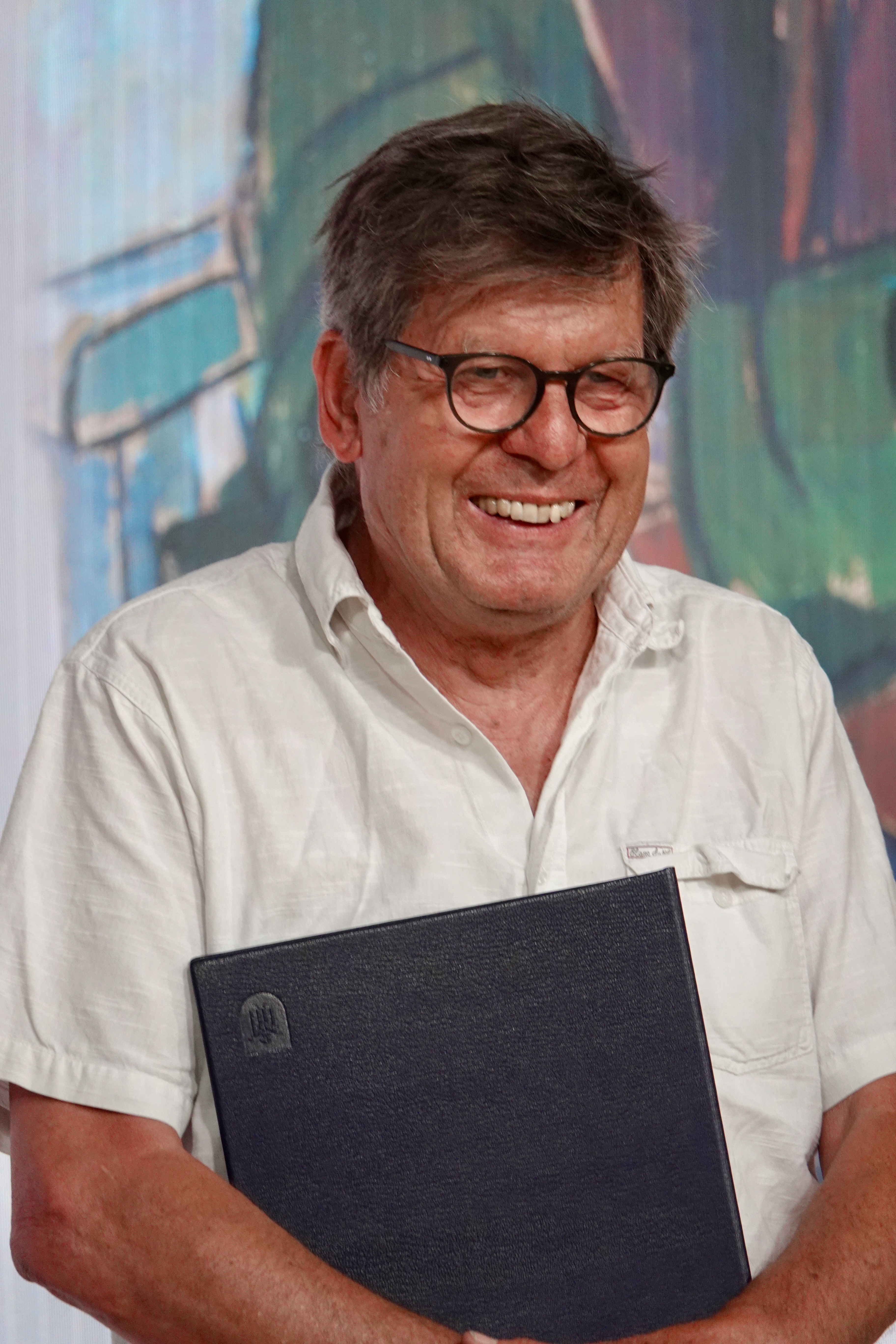
Wolfgang Ettlich 2022

## Leben
Nach einer Lehre bei der Deutschen Bundespost entschied sich Ettlich gegen eine Beamtenlaufbahn. Er übersiedelte nach München, erreichte auf dem zweiten Bildungsweg das Abitur und studierte Kommunikationswissenschaft und Politologie. Zusammen mit seinem Jugendfreund Henry Heppel betrieb er ab 1972 eine Kneipe in Schwabing, ab 1976 die Kleinkunstbühne Heppel & Ettlich, auch hier war eine Kneipe angeschlossen. Parallel zu seiner Tätigkeit als Wirt arbeitete Ettlich beim Bayerischen Rundfunk und gründete 1985 eine Produktionsfirma. Ettlich widmet sich vor allem dem Dokumentarfilm, verstärkt, seit er die Kneipe im Juli 2009 aufgegeben hat und lediglich den Spielbetrieb des Heppel & Ettlich – jetzt in den Räumen des Kammertheaters Schwabing – fortführt.

## Filmografie (Auswahl)
- 1994: Irgendwie Power machen – 15 Jahre im Leben des Oliver N.
- 1994: Die Schützes – Helden zwischen Bananen und Kohl
- 1996: New Orleans – City Of Jazz
- 1999: Wir machen weiter – Ein Leben in Deutschland
- 2000: Venedig – als hätten wir geträumt
- 2001: Im Osten geht die Sonne auf – Leben mit dem FC Energie Cottbus
- 2002: Im Westen ging die Sonne auf – Kleine Geschichten von Kohle und Fußball
- 2005: Der Fußballtempel – Eine Arena für München (über den Bau der Allianz Arena)
- 2006: Schwabing – Meine nie verblasste Liebe
- 2007: Adolf „Adi“ Katzenmeier – Der Vater der Nationalmannschaft
- 2008: Hat der Motor eine Seele? – 1908 im Auto um die Welt (über Hans Koeppen)
- 2010: Die Schützes – Leben nach der Wende 1990 bis 2010
- 2011: Das Hotel BISS – Vision einer Bürgerbewegung
- 2013: Die Hohenzollernstraße 2003–2013 (eine Langzeitdokumentation)
- 2014: Bitter Essen – China – Eine Reise in den toten Winkel
- 2015: Meine Reise in die DDR – 25 Jahre später
- 2016: Bist Du Beatles oder Stones? – Neuköllner Jungs
- 2019: 15 Jahre Hohenzollernstraße (2003–2018) – Leben zwischen Schuhen, Klamotten und Cafés

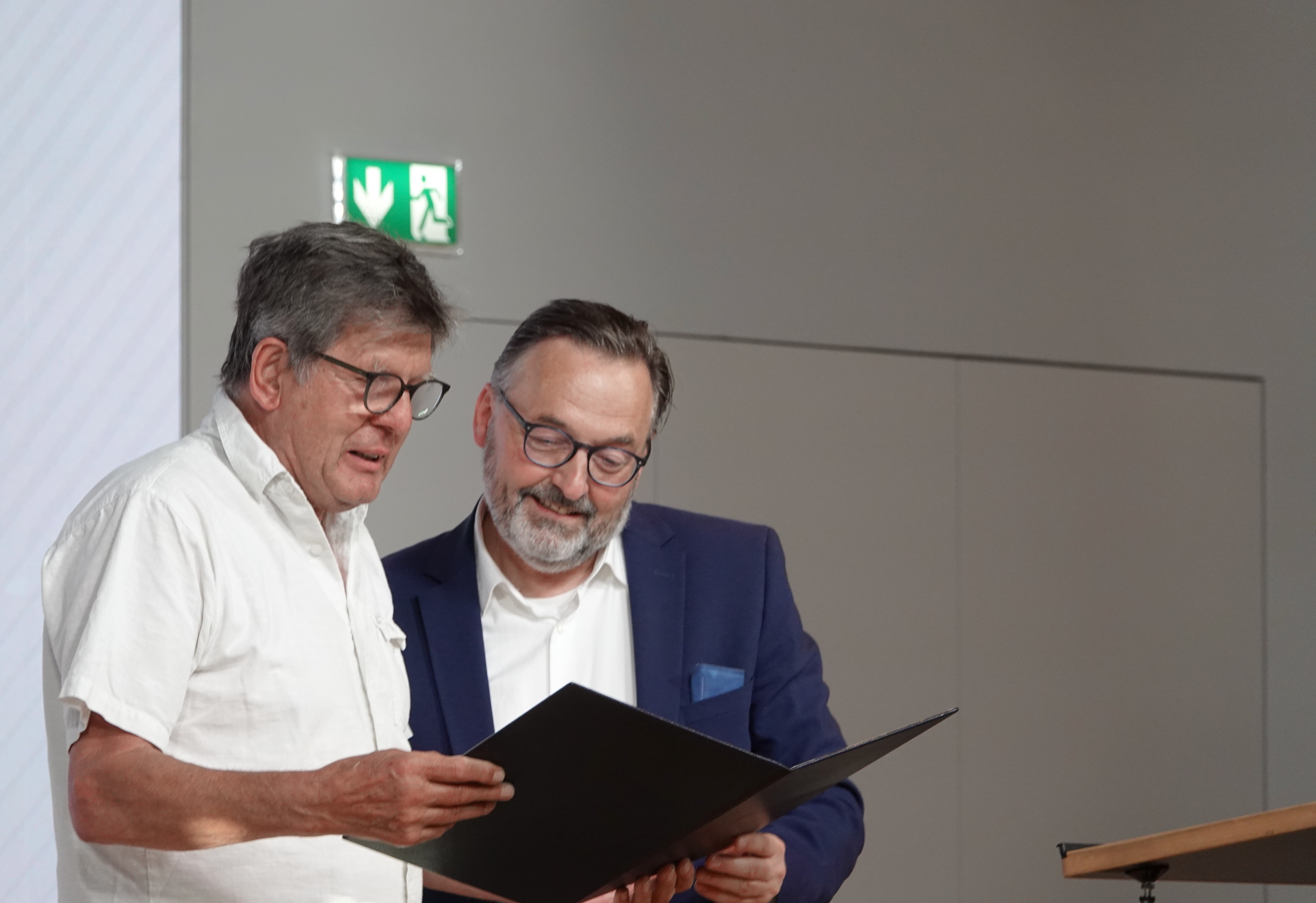
Wolfgang Ettlich erhält den Ernst-Hoferichter-Preis 2021 aus dem Händen von Kulturreferent Anton Biebl

## Auszeichnungen
- 1994: Adolf-Grimme-Preis für Ausgerechnet Bananen / Die Schützes
- 1998: Schwabinger Kunstpreis[1]
- 2021: Ernst-Hoferichter-Preis[2]

Die Filmbewertungsstelle Wiesbaden verlieh mehreren seiner Filme das Prädikat besonders wertvoll.